# Pedro Recuenco
Pedro Recuenco Caraballo (Zaragoza, 10 de octubre de 1927 -  ibid., 17 de mayo de 2006) fue un religioso escolapio lingüista, escritor y traductor.
Políglota, dominaba el español, el inglés, el francés, el alemán, el japonés, el italiano, el ruso, el aragonés y el catalán.[cita requerida] Además, poseía diplomaturas en inglés y catalán.
Después de haber sido ordenado diácono con los escolapios, dedicó su vida a la docencia, primero en Daroca (1949-1951) y luego en Irache y en Albelda (1951-1956) y en Logroño, donde impartía Latín, Griego, Literatura, Historia, Arte, Francés, Inglés y Filosofía.
En cuanto a su formación académica, en 1954 alcanzó la Licenciatura en Filosofía y Letras (sección de Filología Románica) en la Universidad Complutense de Madrid, doctorándose, en la misma especialidad, por la Universidad de Oviedo. En 1971, en la Universidad de Valencia, obtuvo la especialidad en Metodología Audiovisual de Lenguas Modernas. Y en 1975 la diplomatura en Hebreo Bíblico, por el Instituto Internacional de Lingüística, con residencia en Aranjuez. En 1979 fue destinado a Zaragoza (al colegio Escuelas Pías, en la calle de Conde de Aranda) alternando las clases allí con las de profesor en la Escuela Universitaria de Magisterio “Virgen del Pilar”, impartiendo las asignaturas de Francés, Inglés, Filología Hispánica y Aragonés. 
Por su perfecto dominio del inglés asumió el cargo de auxiliar del capellán de la Base Aérea Americana de Zaragoza desde 1982 a 1992.
Entre 1993 y 2001 estuvo postrado por la enfermedad, pero se sobrepuso y fue a la India, donde trabajó como sacerdote calasancio, adscrito a la misión de la provincia escolapia de Argentina, en Kanyakumari y Bangalore con los futuros, postulantes y teólogos escolapios indios.
El 11 de mayo de 2006 volvió a Zaragoza, donde falleció 6 días después a causa de un cáncer.

## Su faceta lingüista
El Padre Pedro Recuenco Carballo dominaba el español, el inglés, el francés, el alemán, el japonés, el japonés, el italiano, el ruso, el aragonés y el catalán, teniendo además diplomaturas en inglés y catalán.
El padre Recuenco conocía y prácticamente dominaba las principales lenguas, cerca de treinta (incluyendo las dos principales Chinas, algunas africanas, las árabes y las finohúngaras. Entre otras muchas anécdotas, contaba a sus alumnos que había aprendido el polaco en siete días hasta el punto que le permitiese celebrar la misa y pronunciar la homilía de una parroquia polaca en New York. "Ha sido fácil", decía, "con lo que se de ruso y alemán, una gramática y un diccionario polaco". En estos viajes veraniegos a EE. UU. se aficionó al cohetemodelismo, de lo cual fue un pionero en España.
Obviamente también tenía un conocimiento profundo del latín, griego clásico y también del hebreo bíblico.
Por otro lado, Pedro Recuenco fue un gran estudioso y conocedor de las lenguas suajili, hindi y malayalam, idioma este último del que había realizado un diccionario informático, español-malayalam. A su vez tenía ya un avanzado trabajo sobre otro diccionario hindi-español.
Sus conocimientos de ruso permitieron que hiciera una traducción al español de Los hermanos Karamázov.
A su vez, fueron innumerables los trabajos publicados como traductor de artículos y libros, muchos de éstos de la editorial Verbo Divino, tanto del alemán, como del inglés y francés.
Como gran humanista que era, otra de sus facetas como investigador fueron sus magníficos estudios sobre la lengua aragonesa. Así, desde 1979 y hasta 1992, impartió clases de Fabla Aragonesa. Una lengua, el aragonés, a la que otorgaba (desde su punto de vista de experto lingüista) un lugar predominante y preeminente en la génesis de idiomas afines, como el occitano y el catalán, al considerar al aragonés anterior a ellos y núcleo fundacional de los mismos. Fruto de este importante trabajo de investigación sobre el aragonés, es su crucial y no superada obra de gramática aragonesa: Conchugazión y pronombres febles de l´aragones (229 berbos aragoneses conchugados) editada en 1992 por la asociación cultural Ligallo de Fablans de l'Aragonés, con la colaboración del Gobierno de Aragón. Una obra muy importante, porque, como el propio Recuenco anunciaba en el prólogo de su libro, es la conjugación, el aspecto más complicado y difícil de la gramática, ya a la hora de hablar o escribir. 
Otra de sus grandes iniciativas, fue la traducción del Nuevo Testamento al aragonés que fue publicada a título póstumo en el año 2008.

## Libros publicados
- Recuenco Caraballo, Pedro. Conchugazión y prenombres febles de l'aragonés (229 berbos aragoneses conchugaus). Ligallo de Fablans de l'Aragonés. ISBN 84-8050-000-X. (OCLC 29407685).
- Recuenco Caraballo, Pedro. Os cuatre Ebanchelios d'o nuestro Siñor Chesucristo. Escuelas Pías de Aragón. ISBN 978-84-612-3134-8.
- Recuenco Caraballo, Pedro. El Misterio Pascual. Verbo Divino. ISBN 978-84-301-0205-1.

### Traducciones
- Drane, John. Jesús. Verbo Divino. ISBN 978-84-7151-398-4.
- Duff, Frank. El espíritu de la Legión de María. Verbo Divino. ISBN 978-84-284-0643-7.
- Duff, Frank. Verdadera devoción a la nación. Verbo Divino. ISBN 978-84-7151-131-7.
- Durrer, Werner. Triunfo de la medalla milagrosa. Verbo Divino. ISBN 978-84-7151-027-3.
- Falls, Thomas B. Hay que renovar la Legión de María. Verbo Divino. ISBN 978-84-7151-082-2.
- Schutte, Johannes. La Legión de María en la prensa de la China comunista. Verbo Divino. ISBN 978-84-7151-087-7.